# 第2回南米・アラブ諸国首脳会議
第2回南米・アラブ諸国首脳会議 （だい2かい なんべい・アラブしょこく しゅのうかいぎ、西：Segunda Cumbre de América del Sur-Países Árabes）とは、2009年3月31日、カタールの首都ドーハで開催された南米・アラブ諸国首脳会議。「第2回南米・アラブ首脳会議」、「第2回南米・アラブサミット」ともいう 。

## 概要
第2回南米・アラブ諸国首脳会議は、2005年、ブラジルの首都ブラジリアで開催された第1回に続くもので、アラブ世界では初の会合となった。会議の成果は政治、経済、社会、文化、教育など多岐にわたるもので、「ドーハ宣言」として採択された。
政治分野では、イスラエルに対して、シリア、パレスチナ及びレバノンの占領地からの撤退を求めるとともに、レバノン問題に関して国際連合安全保障理事会決議1701違反として非難。アメリカの対シリア制裁を批判し、2003年に制定されたシリア問責及びレバノン主権回復法を国際法違反と非難した。また、イラク問題やスーダン問題についても言及した。経済分野では、世界的な金融危機と、それにより影響を受ける貧困国に対する支援に対して、共通の関心を表明。両地域の経済交流に関しては、2005年の第1回南米・アラブ諸国首脳会議以来、目覚ましい発展を遂げたと評価し、引き続き協力に努めるものとした。その他、環境問題、文化、科学、教育分野における協力、貧困や飢餓の軽減などが話し合われた。次回の会合については、2011年にペルーの首都リマで開催することを取り決めた 。
首脳会議には、ダルフール紛争をめぐって国際刑事裁判所（ICC）から戦争犯罪の宣告を受けているスーダンのバシール大統領が出席した。席上、ベネズエラのチャベス大統領はバシール大統領支持を表明し、発展途上国を見下しているとして国際刑事裁判所を非難したが、人権擁護派であるアルゼンチンのフェルナンデス大統領とチリのバチェレ大統領と対立し、採択を阻止される一幕があった 。